# Резолюция Совета Безопасности ООН 444
Резолюция Совета Безопасности ООН 444 была принята 19 января 1979 года, ссылаясь на резолюции 425 (1978), 426 (1978), 427 (1978) и 434 (1978), после рассмотрения доклада Генерального секретаря о Временных силах Организации Объединенных Наций в Ливане (ЮНИФИЛ). Совет безопасности ООН выразил свою обеспокоенность ситуацией в Южном Ливане и отметил, что Временные силы не смогли выполнить задачи по истечении срока действия своего второго мандата.

## Подробности
Совет осудил отсутствие сотрудничества со стороны Ливана и особенно Израиля с ЮНИФИЛ в выполнении их мандата. В резолюции 444 также была выражена признательность правительству Ливана за его попытки восстановить власть на юге Ливана. Это произошло в контексте гражданской войны в Ливане.
Продлевая мандат Сил до 19 июня 1979 года, резолюция просила Временные силы ООН в Ливане совместно с Генеральным секретарем помочь восстановить порядок и власть в регионе, включая полное осуществление Резолюции 425.

## Голосование
Резолюция была принята 12 голосами «за». В число стран, проголосовавших за принятие резолюции входят: Франция, Британия, Соединённые Штаты Америки, Бангладеш, Боливия, Габон, Ямайка, Кувейт, Нигерия, Норвегия, Португалия и Замбия.
При этом Чехословакия и Советский Союз воздержались, а Китай отказался от участия в голосовании.